# Marion, Arkansas
Marion är en stad (city) i Crittenden County, i delstaten Arkansas, USA. Enligt United States Census Bureau har staden en folkmängd på 12 253 invånare (2011) och en landarea på 52,9 km². Marion är huvudort i Crittenden County.